# Kaksinkantaja
Kaksinkantaja är en sjö i kommunen Lieksa i landskapet Norra Karelen i Finland. Den är 5,4 meter djup. Arean är 38 hektar och strandlinjen är 3,46 kilometer lång. Sjön  ingår i Vuoksens huvudavrinningsområde.   Den ligger omkring 110 kilometer norr om Joensuu och omkring 460 kilometer nordöst om Helsingfors. 